# 12823 Pochintesta
12823 Pochintesta è un asteroide della fascia principale. Scoperto nel 1997, presenta un'orbita caratterizzata da un semiasse maggiore pari a 2,2874629 UA e da un'eccentricità di 0,1678668, inclinata di 2,63990° rispetto all'eclittica.